# Leonard Edgar Grinsted
Leonard Edgar Grinsted, född 26 september 1925, död 28 september 2018 i England, kompositör, överstelöjtnant i Frälsningsarmén, han har arbetat för FA i Korea, Singapore, Australien och vid FA:s internationella högkvarter i London. Han finns representerad i Frälsningsarméns sångbok 1990 (FA).

## Sånger
- Världen är fylld av hjärtan som förblöder! (FA nr 674) tonsatt okänt årtal

## Fotnoter
1. 1 2 3  läs online, www.ancestry.com .[källa från Wikidata]